# Calabogie Motorsports Park
Der Calabogie Motorsports Park ist eine Motorsport-Rennstrecke  4 km östlich von Calabogie Peaks in der Gemeinde Greater Madawaska in Ontario, Kanada. Sie ist mit 5,050 km Länge die längste Straßenrennstrecke Kanadas, Austragungsort regionaler Straßenrennen und die wichtigste Rennstrecke in der National Capital Region.

## Geschichte
Die Strecke wurde von einer kleinen Gruppe motorsport-begeisterter Investoren auf einem 486 Hektar großen Gelände in der Gemeinde Greater Madawaska angelegt. Der vom Rennstreckendesigner Alan Wilson entworfene Kurs wurde 2006, noch ohne feste Gebäudeanlagen eröffnet. Mittlerweile sind die Baucontainer, in denen die ersten Büros und Einrichtungen untergebracht waren durch etwa ein halbes Dutzend fester Gebäude ersetzt worden.

## Streckenbeschreibung
Die 5,05 km lange und im Schnitt 12 Meter breite Strecke mit 20 Kurven kann bei Bedarf in 2 parallel zu betreibende Abschnitte – den 2,81 km langen Stadium Track (auch East Track genannt) und den 2,2 km langen West Track aufgeteilt werden. Beide Teilstücke besitzen eine eigene separate Boxengasse, die allerdings ohne ein festes Boxengebäude auskommen müssen. Der Betrieb von Elektroautos auf der Strecke ist aus Versicherungsgründen verboten.

## Veranstaltungen
- Sportscar Championship Canada (2021–2022, 2024)
- Canadian Superbike Championship (2008–2009, 2015, 2019–2022)
- Canadian Touring Car Championship (2007–2009, 2012–2014, 2016–2021)
- IMSA Porsche GT3 Challenge Canada (2011–2015, 2020)